# Пуи-де-Туж
Пуи́-де-Туж (фр. Pouy-de-Touges, окс. Poi de Tojas) — коммуна во Франции, находится в регионе Юг — Пиренеи. Департамент — Верхняя Гаронна. Входит в состав кантона Ле-Фусре. Округ коммуны — Мюре.
Код INSEE коммуны — 31436.

## География
Коммуна расположена приблизительно в 630 км к югу от Парижа, в 45 км к юго-западу от Тулузы.
На севере коммуны протекает река Туш.

## Климат
Климат умеренно-океанический. Зима мягкая и снежная, весна характеризуется сильными дождями и грозами, лето сухое и жаркое, осень солнечная. Преобладают сильные юго-восточные и северо-западные ветры.

## Население
Население коммуны на 2010 год составляло 363 человека.
| 1962 | 1968 | 1975 | 1982 | 1990 | 1999 | 2010 |
| ---- | ---- | ---- | ---- | ---- | ---- | ---- |
| 310  | 295  | 238  | 233  | 208  | 222  | 363  |

## Экономика
В 2010 году среди 225 человек трудоспособного возраста (15—64 лет) 185 были экономически активными, 40 — неактивными (показатель активности — 82,2 %, в 1999 году было 73,5 %). Из 185 активных жителей работали 170 человек (92 мужчины и 78 женщин), безработных было 15 (4 мужчины и 11 женщин). Среди 40 неактивных 17 человек были учениками или студентами, 13 — пенсионерами, 10 были неактивными по другим причинам.

## Фотогалерея

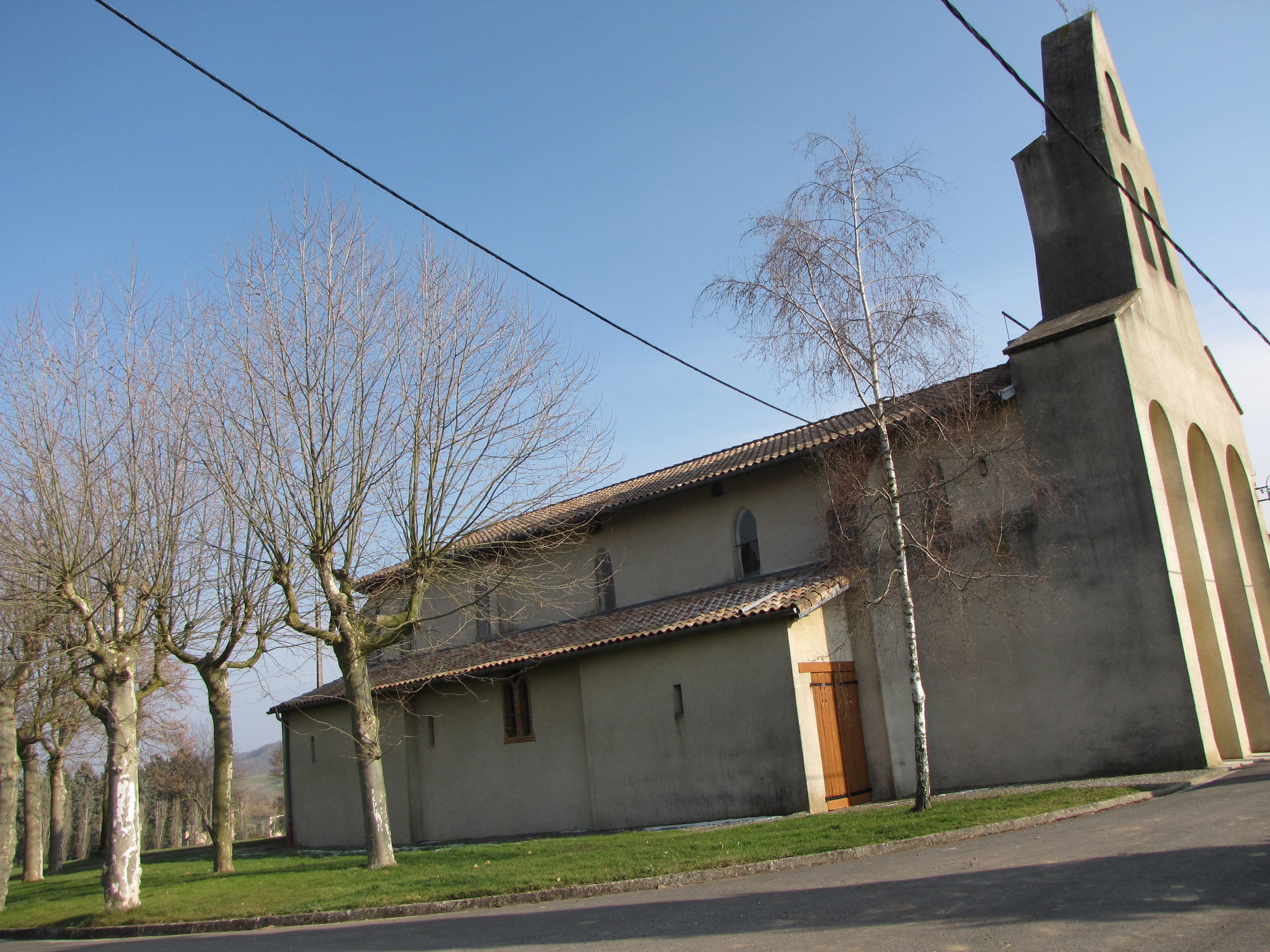
Церковь Св. Петра в оковах
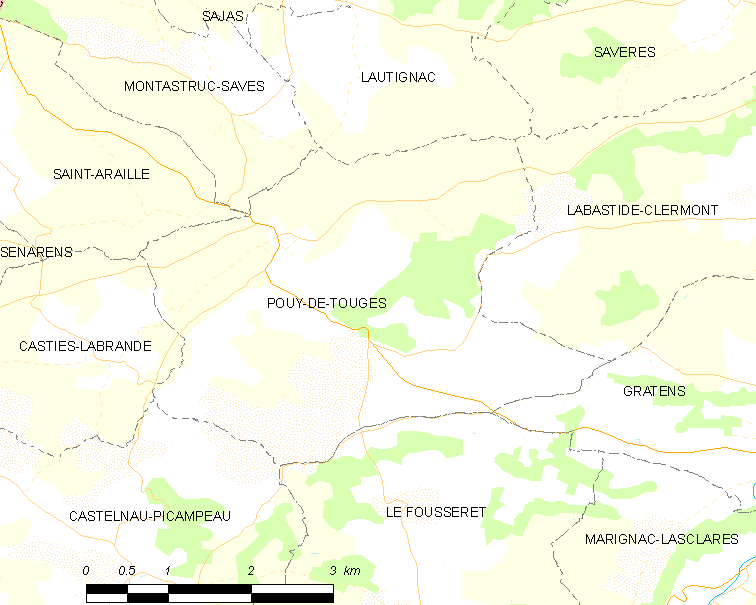
Карта коммуны